# Teobaldo I de Blois
Teobaldo I de Blois, a menudo apodado "el Tramposo" (913-978), fue un señor feudal decisivo para la Francia en la Edad Media, al ser el primer conde de Blois y Tours desde 956, y de Chartres y Châteaudun desde 960, tal como un ancestro común a casi cualquier miembro de la casa de Blois.
Teobaldo comenzó siendo vasallo de Hugo el Grande, duque de Francia. Cuando a su padre, el vizconde Teobaldo de Tours, se le ofreció el vizcondado de Blois en 941, confió la de Tours a su hijo, pero murió pocos años después, dejando ambos territorios a posesión de Teobaldo. En torno a 945 capturó al rey Luis IV, lo que benefició a Hugo. A cambio de su libertad, el rey le entregó la ciudad de Laon. Después de que murió el duque Hugo el Grande, en 956, no aceptó someterse a un monarca tan joven como lo era el heredero, Hugo Capeto, de sólo 14 años. Declaró su independencia y se acreditó el título de conde de Blois y Tours. Durante los siguientes meses, capturó Chartres y Châteaudun y casó a su hermana con el conde Fulco II de Anjou. En 958, se entrevistó con Fulco en Verron y los dos se describieron a sí mismos como "gobernador y administrador del reino de Neustria" y comites Dei gratia ("condes por la gracia de Dios"). De ahí le viene su apodo.
La hermana de Teobaldo se había casado con Alano II, duque de Bretaña, lo que permitió a Teobado gobernar el ducado durante la minoría de edad de su sobrino Drogo. Así, Teobaldo extendía su influencia hasta Rennes.
En 960 comenzó a tener enfrentamientos con Ricardo, iniciando una larga guerra contra los normandos. En 961, atacó Évreux. Los normandos respondieron atacando Dunois. En 962 lanzó un ataque sobre Rouen que fracasó. Los normandos incendiaron Chartres en represalia. Su vasallo Rotrou de Nogent consiguió someter Sées en 963 pero perdiendo Bellême. Teobaldo se apoderó entonces de las fortalezas de Saint-Aignan Loir y Cher, Vierzon, y Anguillon en Berry. 
Durante la minoría de edad de Hugo Capeto, reforzó Charters y Châteaudun. En torno a 960, construyó Saumur. En el momento de su muerte, Teobaldo se había convertido en un hombre poderoso en el río Loira, dominando el centro de Francia. Su hija Emma le dio el condado de Provins, núcleo del posterior condado de Champaña.

## Familia cercana
Era el hijo y sucesor del vizconde Teobaldo de Tours, apodado el Anciano, con Richilda de Maine.
Su esposa, Luitgarda de Vermandois, era la viuda de Guillermo I de Normandía. Se casó con Teobaldo entre 942 y 945 y tuvo cuatro hijos con él:
- Teobaldo (d. 962),
- Hugo, arzobispo de Bourges (d. 985),
- Odón (d. 996), que le sucedió como conde de Blois y Tours,
- Emma (d. 1003), esposa del duque Guillermo IV de Aquitania.

## Títulos
| Predecesor: Teobaldo el Anciano       | Vizconde de Tours 941 - 956 (15 años)              | Sucesor: él mismo |
| Predecesor: Teobaldo el Anciano       | Vizconde de Blois 943 - 956 (13 años)              | Sucesor: él mismo |
| Predecesor: Herberto II de Vermandois | Conde de Provins 943 - 977 (34 años)               | Sucesor: Odón I   |
| Predecesor: él mismo                  | Conde de Blois y Tours 956 - 977 (21 años)         | Sucesor: Odón I   |
| Predecesor: desconocido               | Conde de Chartres y Châteaudun 958 - 977 (19 años) | Sucesor: Odón I   |